# Modelo de dos fluidos
En física de la materia condensada, el «modelo de dos fluidos» es un modelo macroscópico para explicar la superfluidez. La idea fue sugerida por László Tisza en 1938 y reformulada por Lev Landau en 1941 para explicar el comportamiento del helio-4 superfluido. Este modelo afirma que habrá dos componentes en el helio líquido por debajo de su punto lambda (la temperatura a la que se forma la superfluidez). Estos componentes son un fluido normal y un componente fluido ideal. Cada líquido tiene una densidad diferente y, juntos, su suma da la densidad total, que permanece constante. La relación entre la densidad superfluida y la densidad total aumenta a medida que la temperatura se aproxima al cero absoluto.

## Ecuaciones
El modelo de dos fluidos puede describirse mediante un sistema de fluidos acoplados inviscibles y viscosos; en el límite de baja velocidad, las ecuaciones vienen dadas por
{\displaystyle \rho _{\rm {n}}{\frac {\partial \mathbf {v} _{\rm {n}}}{\partial t}}+\rho _{\rm {n}}(\mathbf {v} _{\rm {n}}\cdot \nabla )\mathbf {v} _{\rm {n}}=-{\frac {\rho _{\rm {n}}}{\rho }}\nabla p-\rho _{\rm {s}}\sigma \nabla T+\eta \nabla ^{2}\mathbf {v} _{\rm {n}};}
{\displaystyle \rho _{\rm {s}}{\frac {\partial \mathbf {v} _{\rm {s}}}{\partial t}}+\rho _{\rm {s}}(\mathbf {v} _{\rm {s}}\cdot \nabla )\mathbf {v} _{\rm {s}}=-{\frac {\rho _{\rm {s}}}{\rho }}\nabla p+\rho _{\rm {s}}\sigma \nabla T,}
donde {\displaystyle P} es la presión, {\displaystyle T} es la temperatura, {\displaystyle \eta } es la viscosidad del componente normal, {\displaystyle \sigma } es la entropía por unidad de masa, y {\displaystyle \rho =\rho _{\rm {s}}+\rho _{\rm {n}}} es la densidad como la suma de la densidad de los dos componentes, de modo que se cumple la ecuación de continuidad.
{\displaystyle {\frac {\partial \rho }{\partial t}}+\nabla \cdot \mathbf {J} =0,}
donde el flujo total viene dado por
{\displaystyle \mathbf {J} =\rho _{\rm {s}}\mathbf {v} _{\rm {s}}+\rho _{\rm {n}}\mathbf {v} _{\rm {n}}.}

## Aplicación al tráfico
También existe un modelo de dos fluidos que hace referencia a un modelo macroscópico de flujo de tráfico para representar el tráfico en una ciudad o área metropolitana, propuesto en la década de 1970 por Ilya Prigogine y Robert Herman.  Se inspiró en el modelo superluid.